# Middelste Huis Brunswijk
Het Middelste Huis Brunswijk (Duits: Mittleres Haus Braunschweig) was een linie van de Duitse Welfen-dynastie die van de 15e tot de vroege 17e eeuw regeerde over de vorstendommen Brunswijk-Wolfenbüttel, Calenberg en Göttingen. De linie bestond van 1409 tot 1634, toen hertog Frederik Ulrich kinderloos overleed. Alle vorsten voerden de titel hertog van Brunswijk en Lüneburg, ongeacht de gebieden waar ze daadwerkelijk over heersten. 

## Geschiedenis
Het Middelste Huis Brunswijk ontstond in 1409, toen Hendrik de Milde en zijn broer Bernhard I de vorstendommen Brunswijk-Wolfenbüttel en Lüneburg verdeelden. Hendrik kreeg Lüneburg en Brunswijk-Wolfenbüttel viel toe aan Bernhard. Hendrik werd de stamvader van het Middelste Huis Brunswijk, hoewel hij zelf niet over Brunswijk regeerde. Zijn twee zonen, Willem I de Oudere en Hendrik de Vredelievende, en Bernhard maakten in 1428 een nieuwe verdeling: Bernhard werd heerser van Lüneburg en stond Brunswijk-Wolfenbüttel af aan Willem en Hendrik.
In 1432 verdeelden Willem en Hendrik, die tot dan toe samen hadden geregeerd, hun gebieden. Willem kreeg het nieuw gevormde vorstendom Calenberg, terwijl Hendrik het verkleinde vorstendom Brunswijk-Wolfenbüttel behield. Willem nam in 1442 het bestuur in het vorstendom Göttingen over, dat hij na de dood van Otto II in 1462 volledig in bezit kreeg. Toen Hendrik in 1473 overleed, erfde Willem zijn gebieden en verenigde daarmee de gebieden van het Huis Brunswijk in een hand. Na de dood van Willem de Oudere verdeelden zijn zoons Willem de Jongere en Frederik hun erfenis opnieuw, waarbij Frederik Calenberg en Göttingen kreeg. Willem de Jongere liet Frederik in 1484 geestesziek verklaren en zette hem af. In 1485 trad Willem de jongere zelf af. Hij droeg Brunswijk-Wolfenbüttel over aan zijn oudste zoon Hendrik I en Calenberg en Göttingen aan zijn jongste zoon Erik I. Erik I werd opgevolgd door zijn enige zoon, Erik II. Erik II overleed zelf kinderloos in 1585. Hertog Julius van Brunswijk-Wolfenbüttel erfde Calenberg-Göttingen en verenigde zo opnieuw drie vorstendommen in een hand. 
Toen het h6uis Brunswijk-Grubenhagen in 1596 in mannelijke lijn uitstierf, bezette hertog Hendrik Julius het vorstendom Brunswijk-Grubenhagen. Zijn opvolger, Frederik Ulrich moest Grubenhagen in 1617 na een uitspraak van het Rijkskamergerecht afstaan aan hertog Christiaan van Lüneburg. Frederik Ulrich had geen kinderen, en met zijn dood in 1634 stierf het Middelse Huis Brunswijk in mannelijke lijn uit. Tussen de vorsten uit het Middelste Huis Lüneburg brak vervolgens, midden in de Dertigjarige Oorlog, een strijd uit over de erfenis. Op 14 december 1635 werd het conflict bijgelegd en sloten de hertogen een verdelingsverdrag. Hertog August de Jongere kreeg Brunswijk-Wolfenbüttel terwijl Calenberg en Göttingen aan August de Oudere vielen.

## Stamboom
- Hendrik de Milde (ca. 1355-1416)
 1  Sophia (1370-1405), dochter van Wartislaw VI van Pommeren
 2  Margaretha (1389-1446), dochter van Herman II van Hessen
  - 1 Willem I de Oudere (1392-1482)
 1  Cecilia (ca. 1405-1449), dochter van Frederik I van Brandenburg
 2  Mathilda († 1468), dochter van Otto II van Schaumburg
    - 1 Willem II de Jongere (ca. 1425-1503)
  Elisabeth van Stolberg (1428-1520/21)
      - Anna (1460-1520)  Willem I van Hessen (1466-1515)
      - Hendrik de Oudere (1463-1514)
  Catharina († 1526), dochter van Erik II van Pommeren
        - Christoffel (1487-1558)
        - Catharina (1488-1563)  Magnus I van Saksen-Lauenburg (1470-1543)
        - Hendrik de Jongere (1498-1568)
 1  Maria (1496-1541), dochter van Hendrik van Württemberg
 2  Sophia (1522-1575), dochter van Sigismund I de Oude van Polen
          - 1 Margaretha (1516-1580)  Johan van Münsterberg-Oels (1509-1565)
          - 1 Catharina (1518-1574)  Johan van Brandenburg-Küstrin (1513-1571)
          - 1 Maria (1521-1539), abdis van Gandersheim
          - 1 Karel Victor (1525-1553)
          - 1 Filips Magnus (1527-1553)
          - 1 Julius (1528-1589)
  Hedwig (1540-1602), dochter van Joachim II Hector van Brandenburg
            - Sophia Hedwig (1561-1631)  Ernst Lodewijk van Pommeren (1545-1592)
            - Hendrik Julius (1564-1613)
 1  Dorothea, dochter van August van Saksen
 2  Elisabeth (1573-1626), dochter van Frederik II van Denemarken
              - 1 Dorothea Hedwig (1587-1609)  Rudolf van Anhalt-Zerbst (1576-1621)
              - 2 Frederik Ulrich (1591-1634)
 Anna Sophia (1598-1659), dochter van Johan Sigismund van Brandenburg
              - 2 Sophia Hedwig (1592-1642)  Ernst Casimir van Nassau-Dietz (1573-1632)
              - 2 Elisabeth (1593-1650)
              - 2 Hedwig (1595-1650)
              - 2 Dorothea (1596-1643)
              - 2 Christiaan (1599-1626)
              - 2 Rudolf (1602-1616)
              - 2 Hendrik Karel (1605-1615)
              - 2 Anna Augusta (1612-1673)  George Lodewijk van Nassau-Dillenburg (1618-1656)

            - Maria (1566-1626)  Frans II van Saksen-Lauenburg (1547-1619)
            - Elisabeth (1567-1618) 1  Adolf XIV van Schaumburg (1547-1601) 2  Christoffel August van Brunswijk-Lüneburg-Harburg (1570-1606)
            - Filips Sigismund (1568-1623), bisschop van Verden en Osnabrück
            - Joachim Karel (1573-1615)
            - Dorothea Augusta (1577-1625), abdis van Gandersheim
            - Julius August (1578-1617), abt van Michaelstein
            - Hedwig (1580-1657)  Otto III van Brunswijk-Lüneburg-Harburg (1572-1641)

          - 1 Clara (1532-1595), abdis van Gandersheim 

        - Frans (1492-1529), bisschop van Minden
        - George (1494-1566), aartsbisschop van Bremen en bisschop van Verden
        - Erik (ca. 1500-1553)
        - Willem (?-1557), commandeur van de Commanderij Mirow
        - Elisabeth (?-1560/63), abdis van Steterburg

      -  Erik I (1470-1540)
 1  Catharina (1468-1524), dochter van Albrecht van Saksen
 2  Elisabeth (1510-1558), dochter van Joachim I Nestor van Brandenburg
        - Elisabeth (1526-1566)  George Ernst van Henneberg (1511-1583)
        - Erik II (1528-1584)
 1  Sidonia (1515-1575), dochter van Hendrik van Saksen
 2  Dorothea (1545-1621), dochter van Frans I van Lotharingen
        - Anna Maria (1532-1568)  Albrecht van Pruisen (1490-1568)
        - Catharina (1534-1559)  Willem van Rosenberg (1535-1592)

    - 1 Frederik († 1495)

  - 1 Catharina (1395-1442)  Frederik I van Saksen (1370-1428)
  - 2 Hendrik de Vredelievende (1411-1473)
  Helena (1423-1471), dochter van Adolf II van Kleef
    -  Margaretha  Willem III van Henneberg-Schleusingen (1434-1480)